# اپسیلون ماهی پرنده
اپسیلون ماهی پرنده یک ستاره است که در صورت فلکی ماهی پرنده قرار دارد.